# Choroba dłoni, stóp i jamy ustnej
Choroba dłoni, stóp i jamy ustnej (HFMD, z ang. hand, foot and mouth disease, czasami błędnie zwana chorobą bostońską) – choroba zakaźna, infekcja wywoływana przez grupę wirusów. Najczęściej rozpoczyna ją pojawienie się gorączki i ogólnie złe samopoczucie. Dzień lub dwa później na śluzówce jamy ustnej pacjenta (herpangina), na spodzie stóp, we wnętrzu dłoni a czasem także na pośladkach i w pachwinach pojawia się wysypka grudkowo-plamista w postaci płaskich, zaczerwienionych plamek lub guzków, które mogą przerodzić się w pęcherze. Objawy choroby zazwyczaj pojawiają się w trzy do sześciu dni od kontaktu z wirusem. Wysypka zwykle mija sama po około tygodniu. W niektórych przypadkach po kilku tygodniach może nastąpić utrata paznokcia lub paznokci u stóp lub rąk, jednak te następnie odrastają.
Wirusy powodujące HFMD rozprzestrzeniają się przez bliski kontakt osobisty z osobą zakażoną: drogą kropelkową poprzez kaszel czy kichanie albo też przez kontakt z kałem lub innymi wydzielinami ciała. Wektorem zakażenia mogą być także zanieczyszczone przedmioty, takie jak klamki czy szczoteczki do zębów. Najczęstszą przyczyną choroby jest szczep A16 wirusa coxsackie, drugą w kolejności jest Enterowirus 71. Poza nimi HFMD powodują także inne szczepy wirusa coxsackie i inne enterowirusy. Niektóre osoby, zwłaszcza dorośli, mogą być nosicielami wirusa i wektorami dalszych zakażeń, mimo że u nich samych nie rozwijają się symptomy choroby. Choroby nie przenoszą inne zwierzęta poza ludźmi, nie są również na nią narażone.
Diagnozę najczęściej stawia się na podstawie objawów, choć możliwe jest także badanie na obecność wirusa materiału pobranego z wymazu gardła lub ze stolca. Podstawowym sposobem zapobiegania rozprzestrzenianiu się choroby jest mycie rąk, dezynfekcja przedmiotów używanych przez zakażonych (np. klamek) i izolacja chorych w domach. Przeciw chorobie nie ma dedykowanych leków przeciwwirusowych ani szczepionek, choć prace nad tymi ostatnimi trwają.
Większość przypadków nie wymaga żadnego leczenia, wystarczają proste leki przeciwbólowe takie jak ibuprofen, ewentualnie żele lub płukanki łagodzące objawy w ustach. Czasem konieczne jest dożylnie podanie płynów pacjentom, którzy mają problemy z przełykaniem i grozi im odwodnienie; dotyczy to najczęściej dzieci. W rzadkich przypadkach chorobie towarzyszą komplikacje w postaci wirusowego zapalenia opon lub zapalenia mózgu.
HFMD spotykana jest na całym świecie, często w postaci niewielkich ognisk zapalnych w przedszkolach czy żłobkach. Większe epidemie przydarzają się w Azji od roku 1997. Zwykle szczyt zachorowań przypada na ciepłe miesiące. Z reguły występuje u dzieci w wieku poniżej pięciu lat, ale czasami może wystąpić i u dorosłych. Ze względu na nazwę, w wielu językach HFMD mylona jest z, dotykającą rogacizny, zarazą racic i pyska, z którą jednak nie ma nic wspólnego. W Polsce bywa również mylnie nazywana chorobą bostońską, zapewne przez podobieństwo etiologii do, nazywanej dawniej bostońską, choroby bornholmskiej lub podobieństwo objawów do rzadkiej osutki bostońskiej, wywoływanej jednak przez inne wirusy.

## Etiologia i mechanizm zakażenia
Czynnikiem etiologicznym wywołujących tę chorobę zakaźną są wirusy z rodzaju enterowirusów, najczęściej z grupy Coxsackie A5, A9, A10, A16, B1, i B3 oraz enterowirus 71 (EV 71). Człowiek jest rezerwuarem oraz źródłem zakażenia.

### Drogi szerzenia się zakażenia
Wśród opisywanych dróg transmisji wirusa należy wymienić drogę kropelkową i drogę fekalno-oralną oraz transmisję wertykalą (enterowirusy mają zdolność przenikania przez łożysko). Zakaźność jest bardzo duża, szczególnie wysoka wśród dzieci. Choroba dłoni, stóp i jamy ustnej najczęściej diagnozowana jest w okresie letnio-jesiennym.
Wirusy odpowiedzialne za HFMD znajdują się w ślinie, wydzielinie z nosa i gardła, plwocinie czy płynie z pękających pęcherzyków pojawiających się na skórze. Enterowirusy są obecne także w stolcu osoby zakażonej nawet do 11 tygodni od wyzdrowienia, dlatego źródłem infekcji może być również skażona fekaliami woda bądź pożywienie, w lecie – baseny i kąpieliska.

### Patomechanizm rozwoju zakażenia
Początkowa implantacja wirusa następuje w błonie śluzowej jamy ustnej i przewodu pokarmowego (głównie jelita krętego). Następnie w ciągu 24–72 godzin wirus rozprzestrzenia się drogą układu limfatycznego do węzłów chłonnych. Dopiero z węzłów chłonnych następuje przedostanie się wirusa do krwi – wzrost wiremii. Potem z uwagi na swój tropizm dochodzi do przejścia wirusa do jamy ustnej i skóry. Po około 7 dniach następuje pojawienie się odpowiedzi humoralnej – zwiększenia poziomu przeciwciał neutralizujących i dochodzi do eliminacji wirusa.

## Epidemiologia
Choroba dłoni, stóp i jamy ustnej najczęściej dotyka dzieci do 10. roku życia. Jednak choroba ta może występować również u ludzi dorosłych, szczególnie z obniżoną odpornością lub cierpiących na choroby przewlekłe (m.in. cukrzyca, choroby nerek).

## Objawy kliniczne i przebieg
Klasycznie przebieg choroby dłoni, stóp i jamy ustnej możemy podzielić na cztery okresy:
1. Faza latentna – okres wylęgania trwający od 3 do 5 dni
2. Faza prodromalna – około 2–3 dni
3. Faza właściwa (wysypkowa/osutkowa) – około 7–10 dni
4. Faza zdrowienia – do 4 tygodni (według niektórych autorów[których?] nawet do 11 tygodni)

### Faza latentna
W tym czasie pacjent nie ma żadnych objawów klinicznych infekcji. W trwającym około 3–5 dni okresie dochodzi do wylęgania się choroby, co w patomechanizmie zakażenia odpowiada przeniknięciu wirusa do układu chłonnego i jego infiltracji do węzłów chłonnych.

### Faza prodromalna
Ten trwający około 2–3 dni etap choroby charakteryzuje się występowaniem objawów jak w ostrej chorobie retrowirusowej czy grypie:
- podwyższona temperatura ciała do około 38–39 °C, czasem nawet do 40 °C,
- dreszcze,
- bóle kostno-stawowe, bóle głowy,
- złe samopoczucie, brak apetytu.

Czasem już wtedy zauważalne są czerwone punkciki na błonach śluzowych jamy ustnej oraz dłoniach i stopach. To okres przeniknięcia wirusa z węzłów chłonnych do krwi i nagłego wzrostu wiremii.

### Faza właściwa

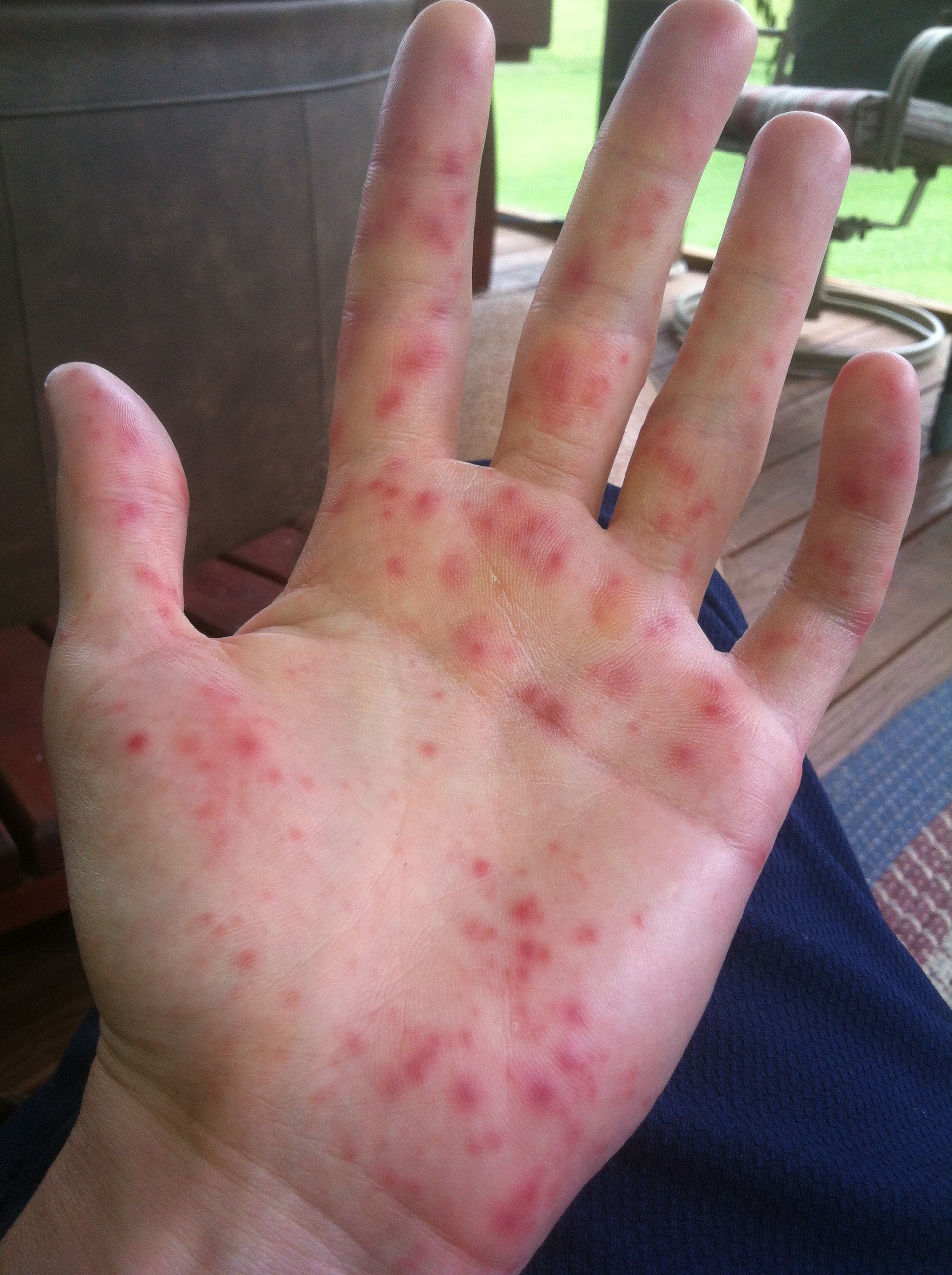
Typowe dla choroby przebarwienia i pęcherze na dłoni 30-letniego mężczyzny

Typowo po 2–3 dniach objawów ogólnych rozwija się zasadniczy okres choroby, czyli pojawia się osutka grudkowa lub grudkowo-pęcherzykowa na powierzchni dłoniowej rąk, podeszwowej stóp i herpangina. Zmiany skórne są niewielkie – o średnicy do 5 mm, barwy łososiowej, mogą być tkliwe i powodować dyskomfort, jednak raczej nie towarzyszy im świąd. Wysypka może też pojawiać się w innych miejscach, najczęściej w szparze międzypośladkowej – co jest opisywane jako postać atypowa HFMD.
Natomiast zmiany w jamie ustnej, opisywane jako herpangina, charakteryzują się stanem zapalnym gardła i migdałów podniebiennych, występowaniem pęcherzyków lub owrzodzeń na migdałkach podniebiennych, śluzówce policzków, dziąseł lub podniebienia. Zmiany w gardle powodują ból, który jest szczególnie odczuwany podczas jedzenia i przełykania.
Wysypka i zmiany na błonach śluzowych jamy ustnej ustępują najczęściej po około tygodniu, do tego też czasu wydzieliny z jamy ustnej osoby chorej mogą być materiałem zakaźnym.

### Faza zdrowienia
Ostatni okres choroby, który rozpoczyna się ustąpieniem zmian skórnych i śluzówkowych. W tej fazie może dojść do opisywanego w niektórych wypadkach grubopłatowego złuszczania się naskórka powierzchni dłoniowej rąk i podeszwowej stóp.
Około 3–6 tygodni po HFMD dochodzi do oddzielania się paznokcia od macierzy – czyli onychomadezy (onychomadesis) i linii Beau. Według niektórych autorów nawet 60–70% przypadków onychomadezy związane jest z infekcją enterowirusową – najczęściej po Coxsackie A6 lub A10.

## Powikłania
Przebieg większości zakażeń jest łagodny i niepowikłany.
Ciężki przebieg choroby – najczęściej powikłany zapaleniem opon mózgowo-rdzeniowych lub zapaleniem mózgu – opisuje się w krajach południowo-wschodniej Azji, zwłaszcza u najmłodszych dzieci (93% poniżej 4. r.ż.; 75% poniżej 1. r.ż.), a najczęstszą przyczyną były w tych przypadkach zakażenia EV 71 i Coxackie A16.

## Leczenie
Brak jest specyficznego leczenia, dlatego należy jedynie stosować leczenie objawowe w celu zmniejszenia gorączki i objawów bólowych (np. paracetamol, ibuprofen). Najważniejsza jest prawidłowa podaż płynów w celu uniknięcia odwodnienia podczas gorączki oraz odpoczynek i unikanie wysiłku.
Remisja choroby następuje zwykle po około tygodniu.

## Ciąża
Choroba dłoni, stóp i jamy ustnej stwarza duże zagrożenie dla płodu. Szczególnie niebezpieczne jest wystąpienie HFMD w I trymestrze ciąży, ponieważ może ona prowadzić do poronienia lub powstania wad rozwojowych. Zachorowanie w II i w III trymestrze nie stwarza już dużego zagrożenia dla dziecka.

## Zapobieganie
Najskuteczniejszym sposobem zapobiegania zakażeniu jest przestrzeganie zasad higieny osobistej, częste czyszczenie i dezynfekcja oraz izolacja kontaktowa osób zakażonych.
Szczepionka przeciw enterowirusowi 71 została dopuszczona w Chinach w 2015 roku. Nie jest dostępna w Europie i Stanach Zjednoczonych.